# Decalobanthus sumatranus
Decalobanthus sumatranus är en vindeväxtart som beskrevs av V. Ooststr.. Decalobanthus sumatranus ingår i släktet Decalobanthus, och familjen vindeväxter. Inga underarter finns listade i Catalogue of Life.